# Sollers Hope
Sollers Hope est une paroisse civile et un village du Herefordshire, en Angleterre.